# Habitatge al carrer Concepció, 68 (Sabadell)
L'Habitatge al carrer Concepció, 68 és una obra modernista de Sabadell (Vallès Occidental) inclosa a l'Inventari del Patrimoni Arquitectònic de Catalunya.

## Descripció
Edifici entre mitgeres, de planta baixa i dos pisos amb terrat. La façana presenta obertures sinuoses. A la planta baixa hi ha la porta d'accés a l'esquerra i la del garatge a la dreta. Al primer pis hi ha un balcó central i dues obertures, la de l'esquerra actualment tapiada. Al segon pis hi ha una finestra triforada.
Cal destacar els elements decoratius de la façana: ferro forjat amb decoració floral de la barana del balcó, rajoles de ceràmica verda a les obertures i arrebossat imitant carreus encoixinats.